# Muhammad bin Saqr al-Qasimi
Muhammad bin Saqr al-Qasimi (in arabo محمد بن صقر القاسمي‎?; 1913), è stato reggente dell'Emirato di Sharja tra il 1949 e il 1951 durante la lunga malattia del fratello Sultan II bin Saqr e, brevemente, emiro.

## Biografia

### Reggenza
Muhammad bin Saqr al-Qasimi, figura di rilievo della famiglia reale, nel 1949 divenne reggente dell'Emirato di Sharja a seguito della malattia del fratello Sultan II bin Saqr e progressivamente accentrò ogni potere su di sé.

### Breve regno
Nel 1951 l'emiro morì a Londra a seguito di un intervento chirurgico. Approfittando dell'assenza del legittimo erede (che si trovava anche lui a Londra) Muhammad bin Saqr al-Qasimi si proclamò lui stesso emiro. Ben presto venne sconfessato da un consiglio di famiglia e costretto a rinunciare al potere. Muhammad bin Saqr al-Qasimi accettò la decisione e non salì mai più al trono, ma due suoi figli hanno regnato in seguito.